# Louredo (Vieira do Minho)
Louredo is een plaats (freguesia) in de Portugese gemeente Vieira do Minho en telt 479 inwoners (2001).